# Новачок (фільм, 1990)
«Новачок» (англ. «The Rookie») — американський бойовик 1990 року режисера Клінта Іствуда, він же, разом з Чарлі Шином, виконали головні ролі.

## Сюжет
Офіцер поліції Лос-Анджелеса Нік Пуловські разом зі своїм напарником ось уже цілий рік полює за бандою викрадачів автомобілів. Злочинці діють зухвало і масштабно, тому, коли напарники беруть слід, то, не чекаючи допомоги, самі вирішують арештувати злочинців. Але операція провалюється, напарник Ніка гине, а він сам ледь залишається в живих. Через кілька днів Нік отримує нового напарника, молодого офіцера Девіда Акермана. Девід з багатої сім'ї, закінчив університет. У дитинстві він став мимовільним винуватцем загибелі брата, і тепер відчуває страх і докори сумління. Незважаючи на відсторонення, Пуловські продовжує займатися розслідуванням. Обставини, в які потрапляють напарники, переслідуючи ватажка банди, змушують Девіда побороти свій страх.

## У ролях
| Актор          | Роль                    |
| -------------- | ----------------------- |
| Клінт Іствуд   | Нік Пуловські           |
| Чарлі Шин      | Девід Акерман           |
| Рауль Хулія    | Сторм                   |
| Соня Брага     | Лізл                    |
| Том Скеррітт   | Юджин Акерман           |
| Лара Флін Бойл | Сара                    |
| Пепе Серна     | лейтенант Раймон Гарсія |
| Марко Родрігес | Локо Мартінес           |
| Піт Рендалл    | Круз                    |
| Донна Мітчелл  | Лаура Акерман           |
| Ксандер Берклі | Кен Блекуелл            |
| Тоні Плана     | Моралес                 |
| Девід Шеррілл  | Макс                    |
| Гел Вільямс    | Пауелл                  |

## Знімальна група
- Режисер — Клінт Іствуд
- Сценаристи — Боаз Якін, Скотт Шпігель
- Оператор — Джек Н. Грін
- Композитор — Ленні Ніхаус
- Художники — Джуді Каммер, Кен Кауфман
- Продюсери — Говард Казанян, Стівен Зіберт, Девід Велдес

## Цікаві факти
- Спочатку планувалося, що дія фільму відбуватиметься в Лондоні, Англія, але з часом плани помінялися.
- Коли Сара бачить по телевізору справжнього лейтенанта Гарсію, Локо перемикає канал, де показують гігантського тарантула. Це кадр з фільму «Тарантул» (1955). У цьому фільмі Клінт Іствуд грає незначну роль пілота винищувача, який атакує павука. Сцена, що використовується в «Новачку», як раз перед атакою.